# 岡田めぐ
岡田めぐ（おかだ めぐ、1999年9月7日 - ）は、日本のグラビアアイドル、タレント。東京都出身。

## 人物
芸能界デビューのきっかけは、母親の知り合いが事務所を作るという話をしていたことから、興味本位で始めたことだった。2013年11月15日にジュニアアイドルとしてデビュー。
2018年3月、ハイパープロモーションからレオーネプロモーションに移籍。
その年の3月にアメーバブログを開始する。
2018年5月10日、VR宣伝ユニット・Lovries♡の新規加入メンバーとして渋谷キャメロットでデビュー
特技は写真やアニメの絵を見てそっくりに書ける模写。

## 作品

### DVD
- ゆれちゃう想い（2013年11月15日、イメージクリエーター）
- ゆれちゃう想い とっておきの未公開秘蔵映像（2013年12月20日、イメージクリエーター）
- めぐ、がんばります！（2014年2月1日、イメージクリエーター）
- めぐ、がんばります！ とっておきの未公開秘蔵映像（2014年4月1日、イメージクリエーター）
- ゆれちゃう想いDVD写真集（2014年4月4日、イメージクリエーター）
- めぐ、がんばります！DVD写真集（2014年4月4日、イメージクリエーター）
- プリンセスなめぐ（2014年4月4日、イメージクリエーター）
- プリンセスなめぐ とっておきの未公開秘蔵映像（2014年5月2日、イメージクリエーター）
- めぐじゃなきゃ、だめだからねっ（2015年6月1日、グラビジョン）
- めぐむぎゅっ（2015年9月4日、グラビジョン）
- スイート&ビター（2015年12月23日、スイート&ビター）
- スイート&ビター 2（2016年2月13日、スイート&ビター）
- 少女メモリアル（2016年5月27日、スパイスビジュアル）[5]
- ほいっぷくりーむ（2016年7月29日、スパイスビジュアル）
- 天真爛漫（2016年10月28日、スパイスビジュアル）
- ピュア・スマイル（2018年6月22日、竹書房）
- めぐり愛（2018年12月15日、ラインコミュニケーションズ）
- めぐりあえて（2019年3月29日、エスデジタル）